# Lasconotus borealis
Lasconotus borealis är en skalbaggsart som beskrevs av Horn 1878. Lasconotus borealis ingår i släktet Lasconotus och familjen barkbaggar. Inga underarter finns listade i Catalogue of Life.